# Mukimono
Mukimono (剥き物)  es un arte con origen en Asia para decorar frutas y verduras a través del tallado o recorte con diversas herramientas de su piel, dándoles forma y armonizando sus colores. Las figuras resultantes pueden ser servidas como guarnición o presentadas como centros de mesa con fines decorativos.

## Técnicas
Este arte nació durante la dinastía Tang de China, entre los siglos XVI y XVII, y pronto se extendió por todo el oriente, llegando a Japón. Algunas de las técnicas que se utilizan en el Arte Mukimono son el alto relieve, tipo de relieve en el que el tallado sobresale más de la mitad del bulto; medio relieve en el que sobresale la mitad del bulto y el bajorrelieve que es el que sobresale menos de la mitad del bulto, también existe la técnica de la concatenación que se refiere a la unión de una o más piezas para la creación de un tallado más elaborado y con mejor presentación.
En sus orígenes, era una técnica tradicional japonesa con fines religiosos, las realizaciones eran utilizadas como ofrenda aunque en la actualidad se utiliza en gastronomía y restauración. Los orientales transmitieron esa fastuosidad en los banquetes que otorgaban a los griegos y estos a los romanos. Egipto en su tiempo de esplendor recibió el antiguo arte a través de Julio Cesar, el cual Cleopatra refinó.
Las realizaciones pueden ser imitaciones de plantas, de flores, adornos y también figuras de animales.
Se puede emplear cualquier fruta o verdura, todo depende de la inventiva del decorador. Algunas piezas como la piña, el melón o la sandía tienen una piel muy dura por lo que se requiere un utillaje más resistente y bien afilado. A veces es necesario ayudarse de palillos para sujetar las piezas cortadas cuando son muy finas.
El utillaje empleado son, preferentemente, cuchillos, aunque algunas personas se han creado herramientas especiales dando formas específicas para poder crear diseños bastante sofisticados. Se pueden fabricar plantillas con formas especiales, como hojas de árbol, que facilitan la creación del elemento a decorar. También es el caso de elementos repetitivos, donde además de simplificar la realización asegura la igualdad de los elementos creados.

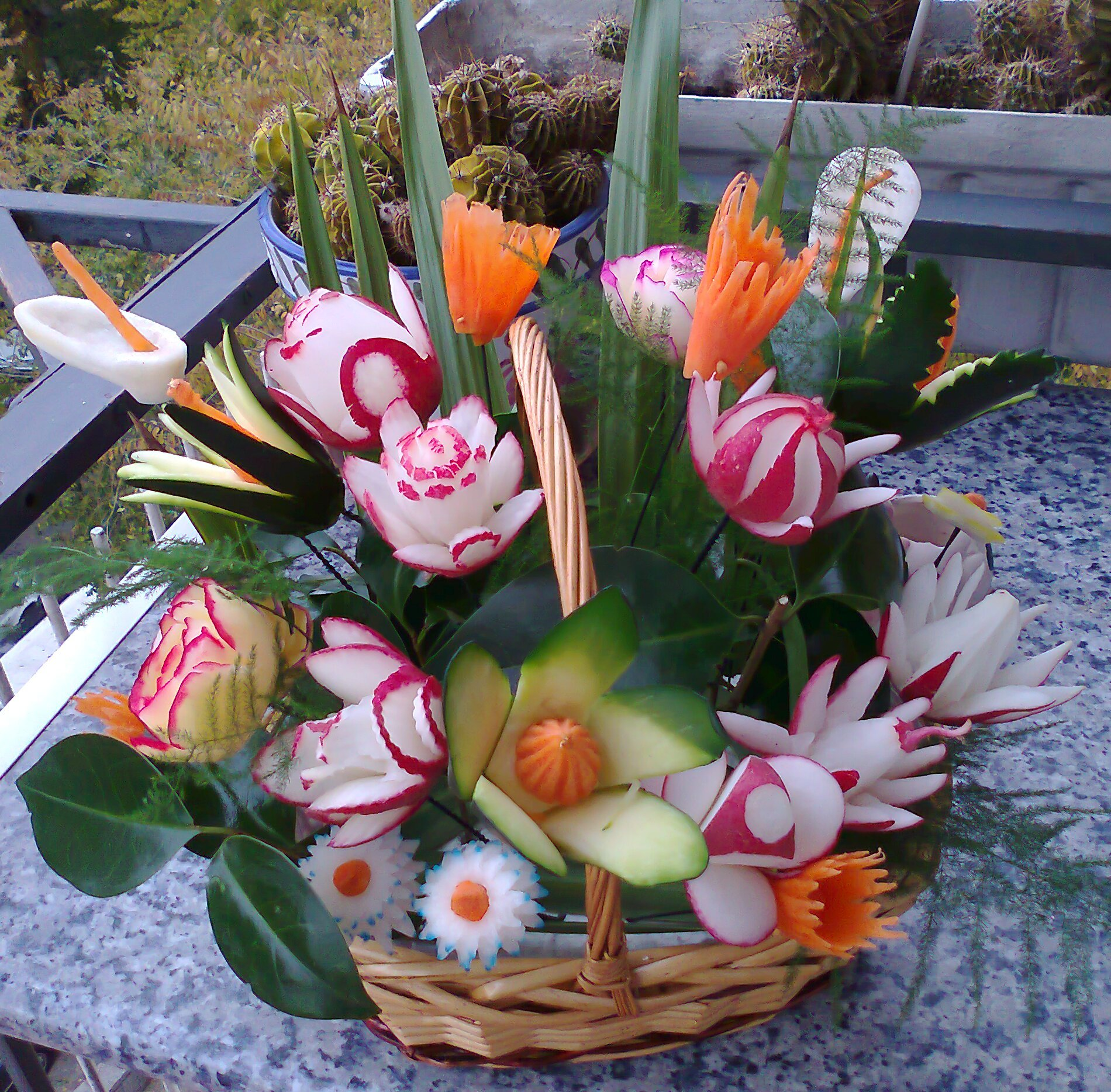
Ramo de flores hecho a partir de nabos, calabacín, zanahoria, patata y rábanos
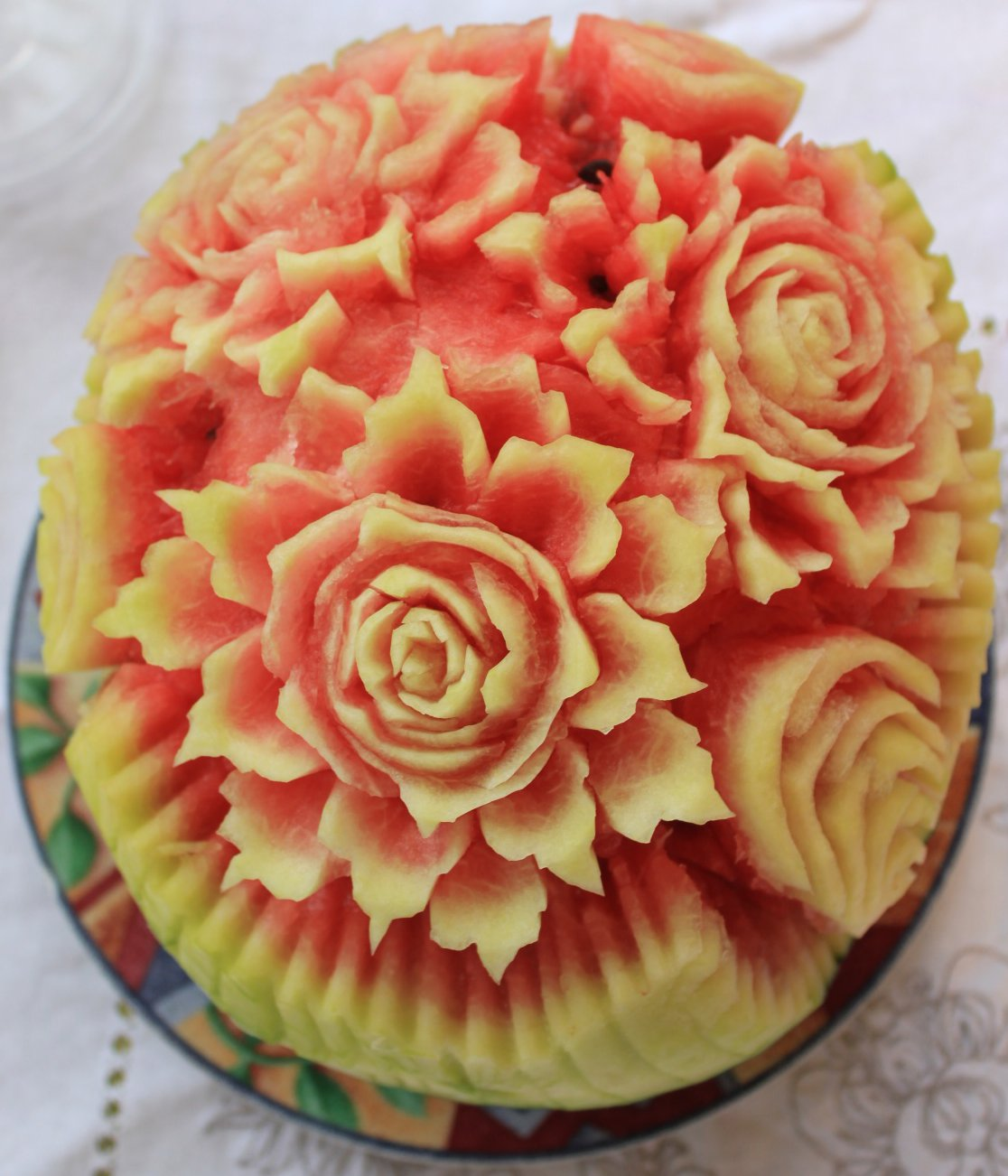
Sandía tallada con formas de flores
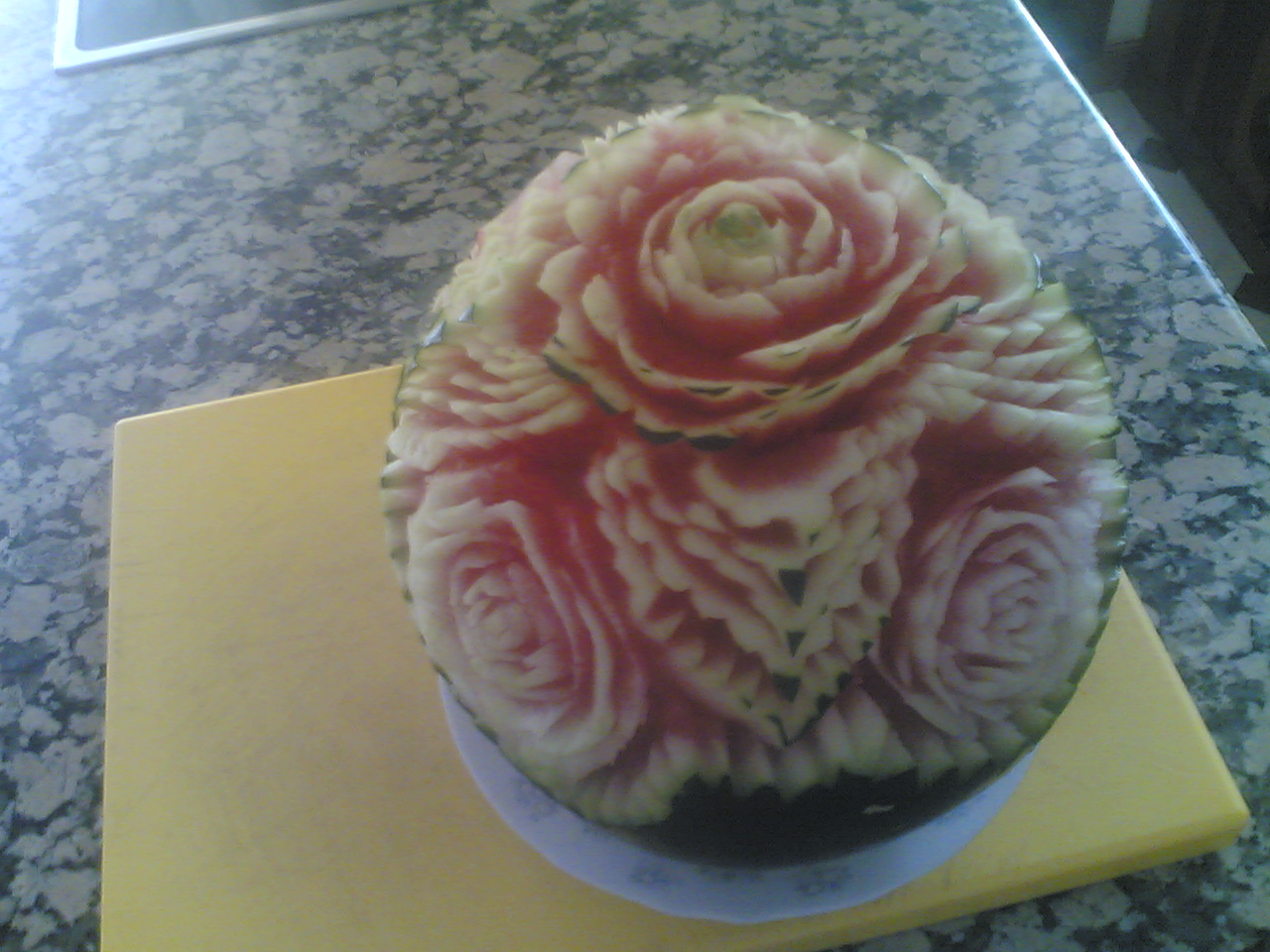
Sandía tallada con formas de rosas con hojas
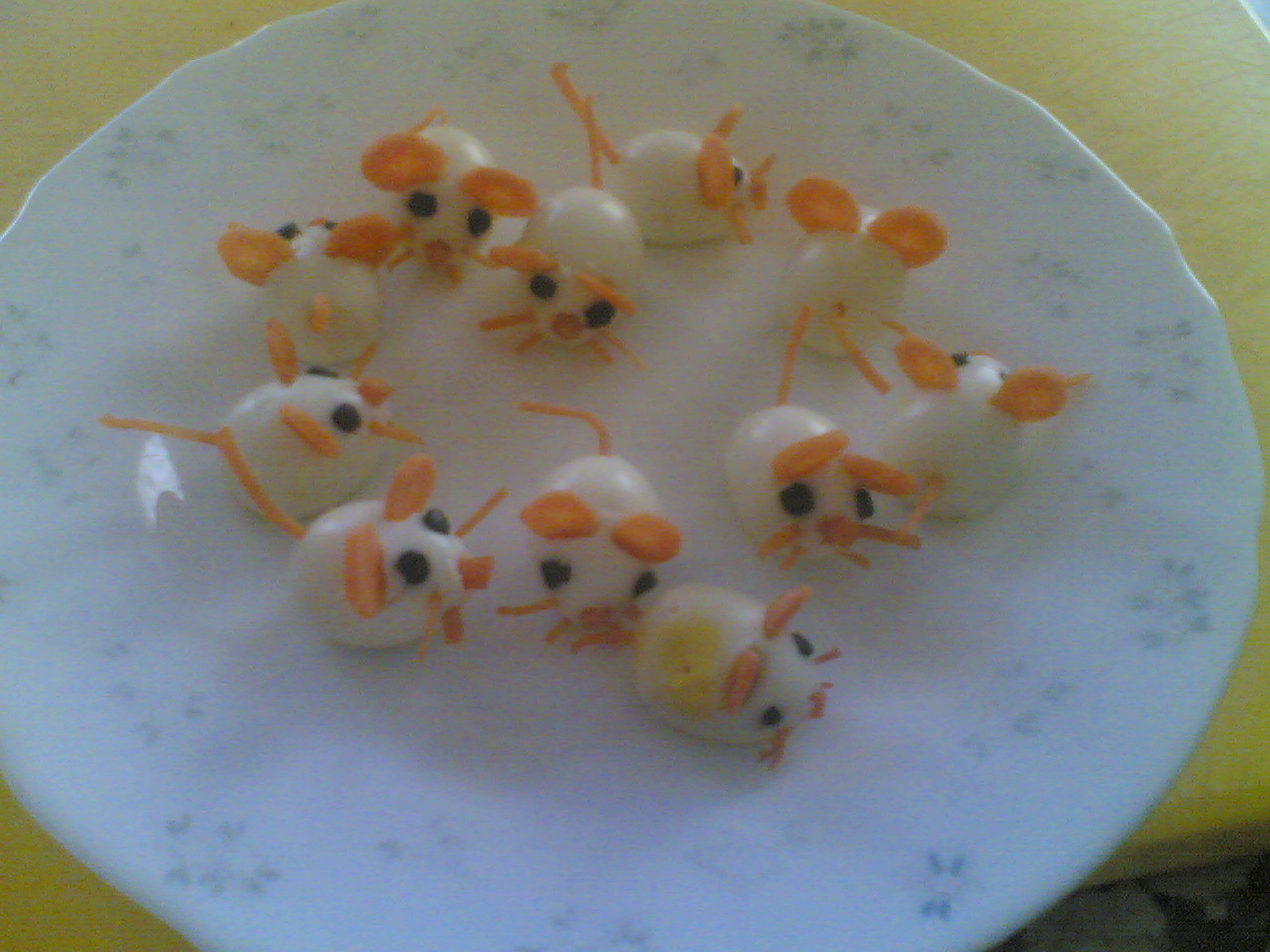
Ratones hechos a base de huevos de codorniz y zanahoria
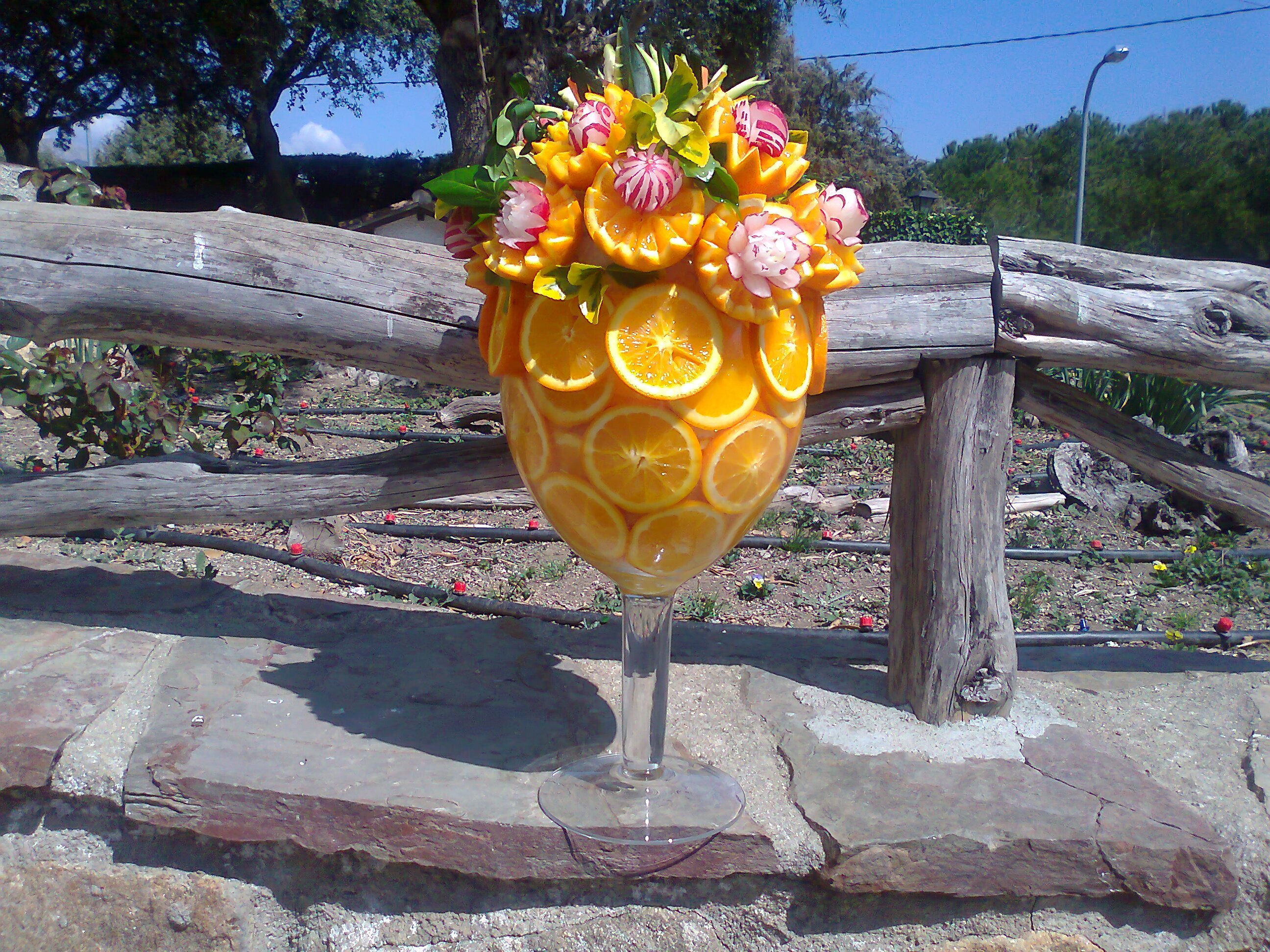
Copa realizada con naranjas, rábanos y calabacines
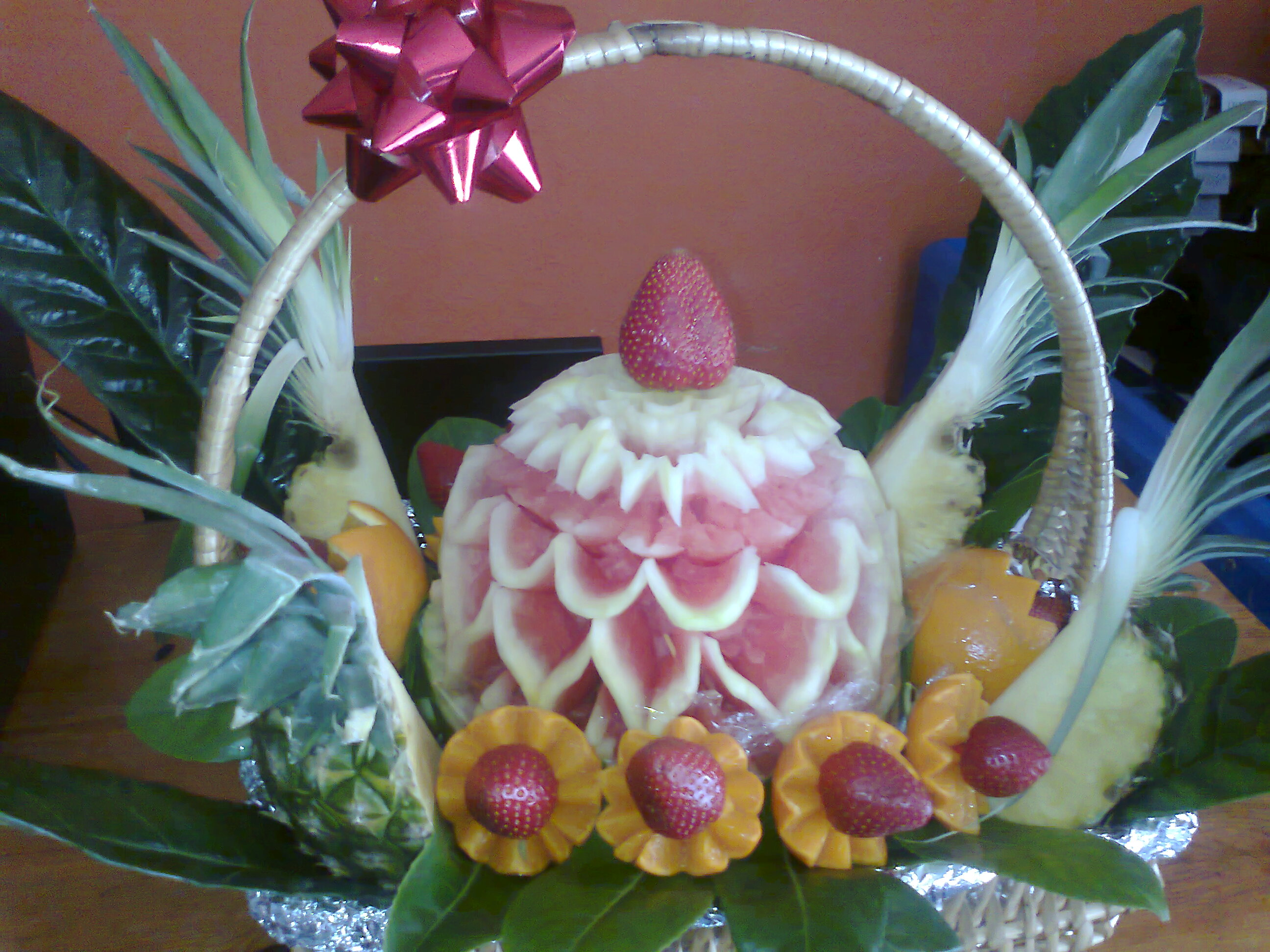
Cesta realizada con sandía, naranjas, mandarinas, fresas y piña